# Czołg-pomnik

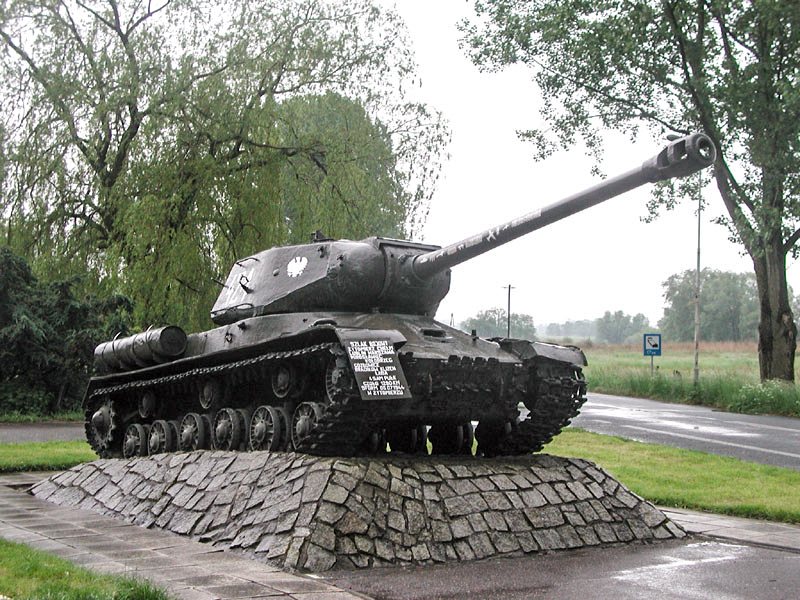
Czołg ciężki IS-2, nr taktyczny 421, 1 pluton, 2 kompania, 4 Pułku Czołgów Ciężkich, obecnie czołg-pomnik przy muzeum i cmentarzu wojennym w Starych Łysogórkach.

Czołg-pomnik – czołg wycofany z użycia, trwale unieruchomiony na postumencie w celu upamiętnienia wydarzenia, osoby lub organizacji. W tej roli wykorzystywano także rzadziej inne podobne pojazdy opancerzone, jak działa samobieżne.
Czołgi mogą być elementem pomników upamiętniających bitwy, m.in. nad Sommą, gdzie użyto ich po raz pierwszy. W krajach bloku wschodniego czołgi-pomniki były często symbolem militarnego związku kraju ze Związkiem Radzieckim. Czołgi-pomniki bywały ustawiane także na cmentarzach wojennych.
Czołgi-pomniki stały się liczne w Polskiej Rzeczypospolitej Ludowej po II wojnie światowej, upamiętniając wyzwolenie Polski w sojuszu z Armią Czerwoną. Stosowano w tej roli na ogół wycofywane z użycia czołgi typu T-34 i IS-2, przy czym większość z użytych czołgów T-34/85 upamiętniała wojnę jedynie w sposób symboliczny, będąc wyprodukowana już po wojnie.

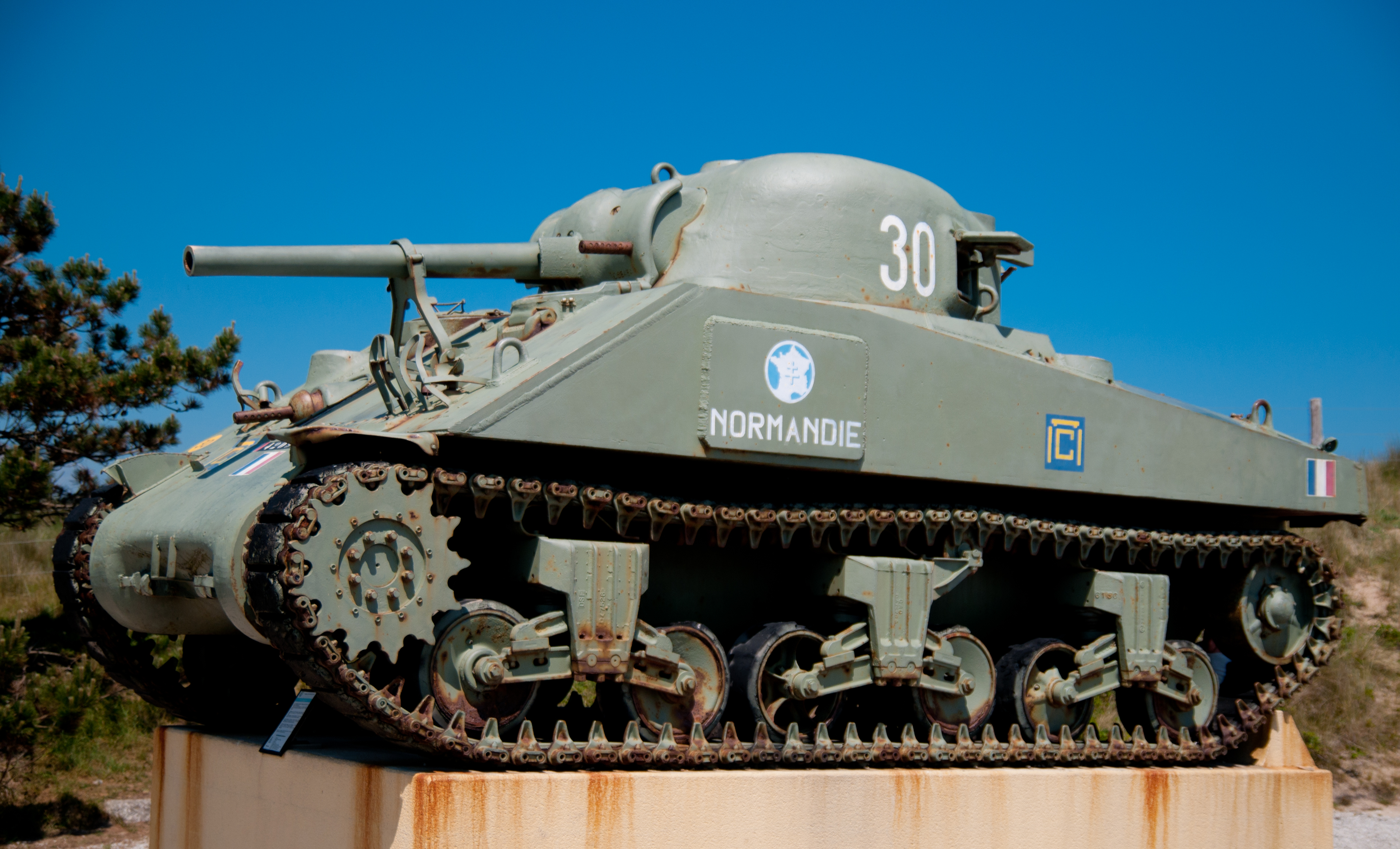
Amerykański czołg M4 Sherman jako pomnik na Plaży Utah

Czołgi-pomniki trafiające na postument są w różnym stopniu unieruchamiane. Niektóre są w pełni sprawne i same wjeżdżają na postument, po czym załoga wyciąga akumulator z pojazdu, a następnie spawa włazy i ogniwa gąsienic. Czołgi typów, które nadal były wykorzystywane przez Wojsko Polskie miały często dodatkowo usuwany silnik i skrzynię biegów. Aby zapobiec aktom wandalizmu i kradzieży, z czołgów zdejmowano wszystkie elementy ruchome i wyposażenie dodatkowe, które mogłoby zostać oderwane lub odkręcone. W czerwcu 2014 roku donieccy separatyści uruchomili czołg IS-3 z pomnika w celu użycia bojowego przeciw ukraińskim siłom rządowym, mimo niesprawnego uzbrojenia głównego.
Czołgi-pomniki są czasami demontowane. Jest to częste zjawisko w krajach bloku wschodniego jako realizacja dekomunizacji. Zdarza się tak z powodów ideologicznych, gdy dany pomnik był uznawany przez okolicznych mieszkańców za symbol reżimu komunistycznego, przy czym proces ten nie przebiegał z tą samą intensywnością w każdym regionie. W 1991 roku David Černý z grupą artystów pomalowali pomnik-czołg w Pradze na różowo w ramach rozprawienia się z radzieckim dziedzictwem. Czasem pomnik posiada dużą wartość historyczną. Jedyny zachowany w Polsce czołg T-70 był w przeszłości pomnikiem w Baligrodzie, natomiast jedyne w Polsce dwa działa samobieżne SU-152 były ustawione na cmentarzu wojennym w Cybince. Dlatego demontaż pomników tego rodzaju wiąże się często z przekazaniem pojazdów do muzeum.

## Przykładowe pomniki

### Istniejące
- Czołg w al. Zwycięstwa w Gdańsku

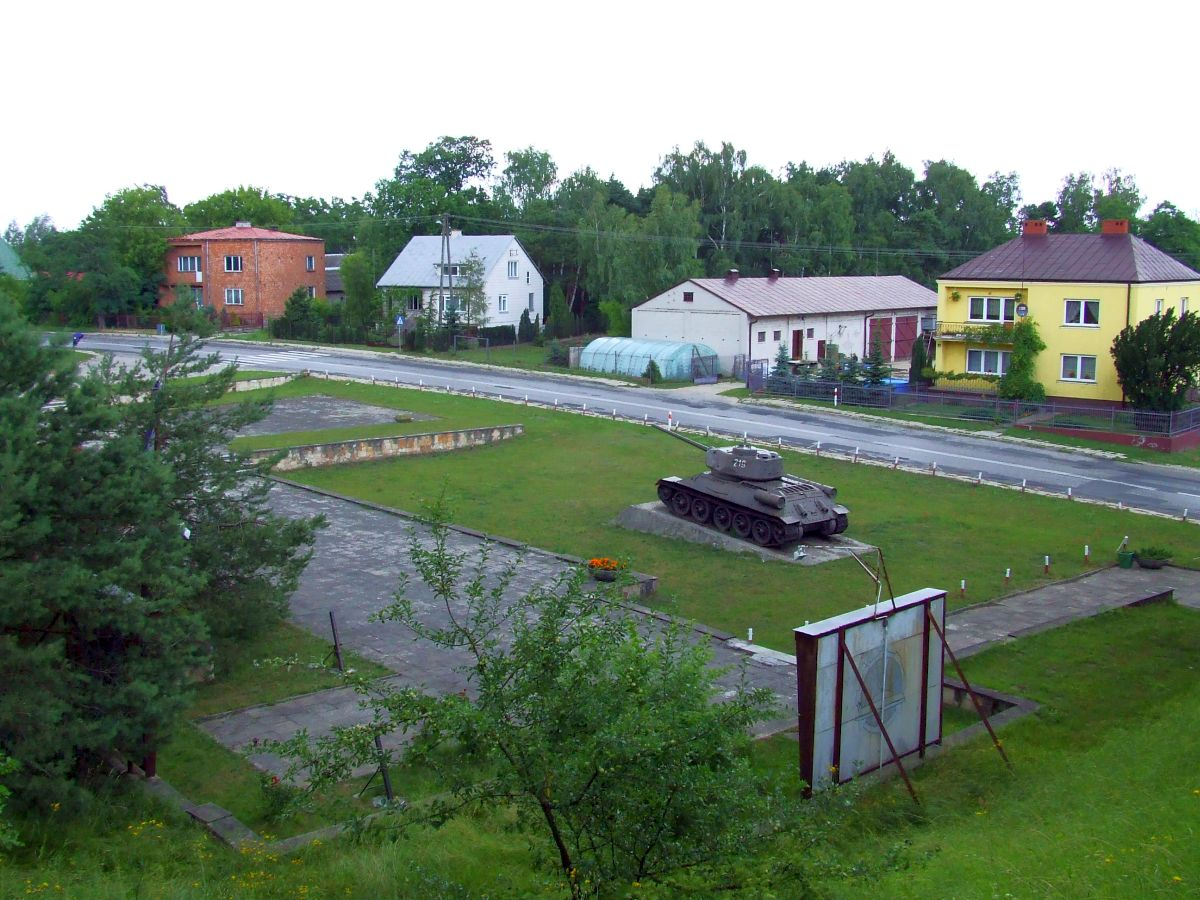
Czołg-pomnik w Mniszewie

- brama boczna – Cmentarz Oficerów Radzieckich we Wrocławiu
- Czołgi T-34 – Cmentarz Żołnierzy Radzieckich w Sandomierzu
- Czołg T-34/85 w Neplach
- Czołg T-34/85 w Wejherowie
- Czołg T-34/85 w Sanoku[10]
- Czołg T-34/85 w Mirosławcu[11]
- Czołg T-34/85 w Mniszewie – Skansen Bojowy 1. Armii WP[12]Czołg-pomnik w Zdbicach

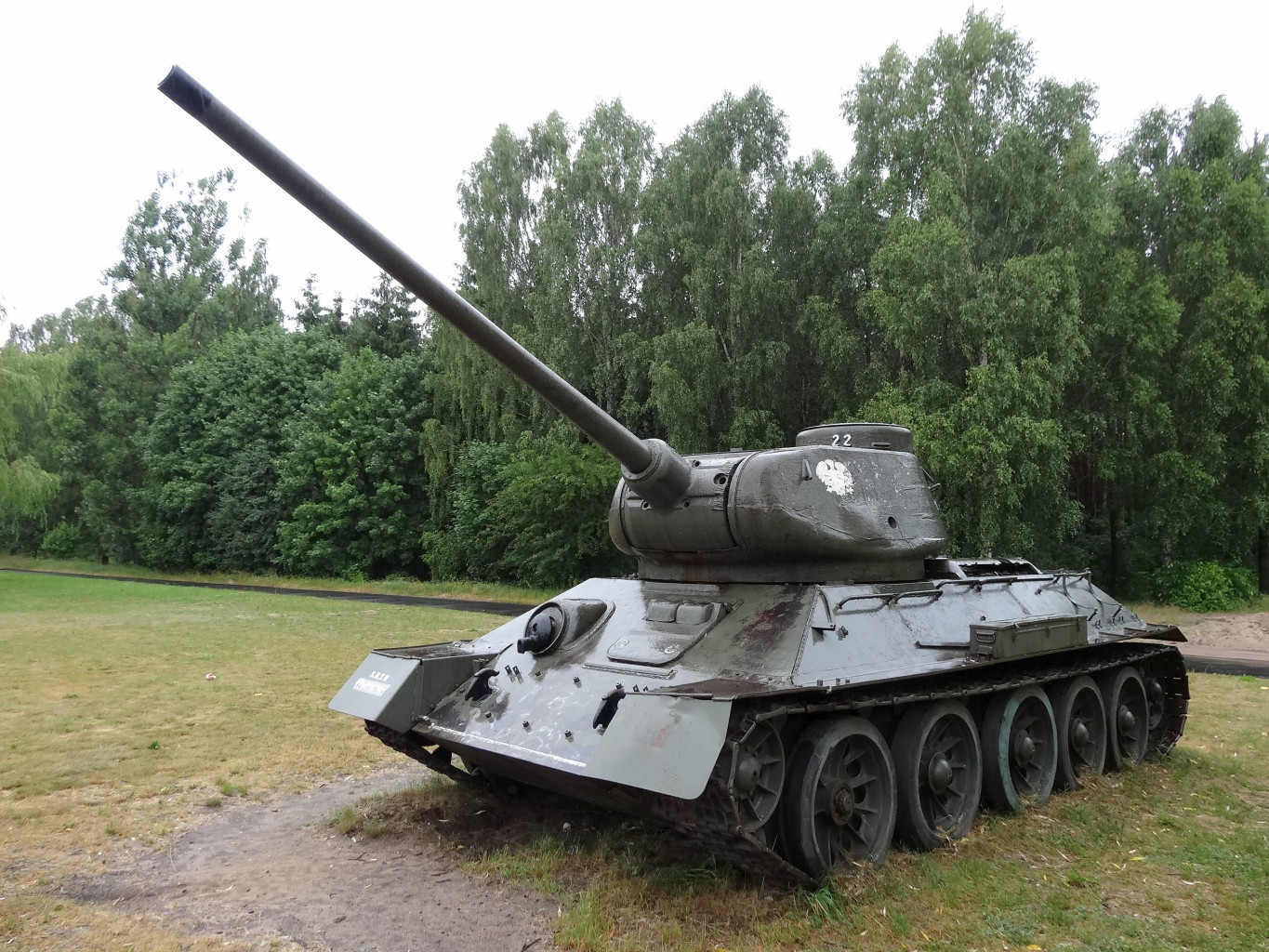
Czołg-pomnik w Zdbicach

- Czołg T-34/85 w Zdbicach – skansen bojowy[13]
- Czołg T-55 w Podzamczu – park miniatur[14]
- Czołg T-34/85 w Gliwicach[15]
- Czołg IS-2 w Lęborku[16]
- Czołg IS-2 w Starych Łysogórkach[17]
- Czołg T-34 w Nowogrodzie[18]
- Czołg IS-2 w Krakowie[19]
- Czołg IS-2 w Pyrzycach[20]
- Czołg T-34 w Sawinie[21]

### Nieistniejące

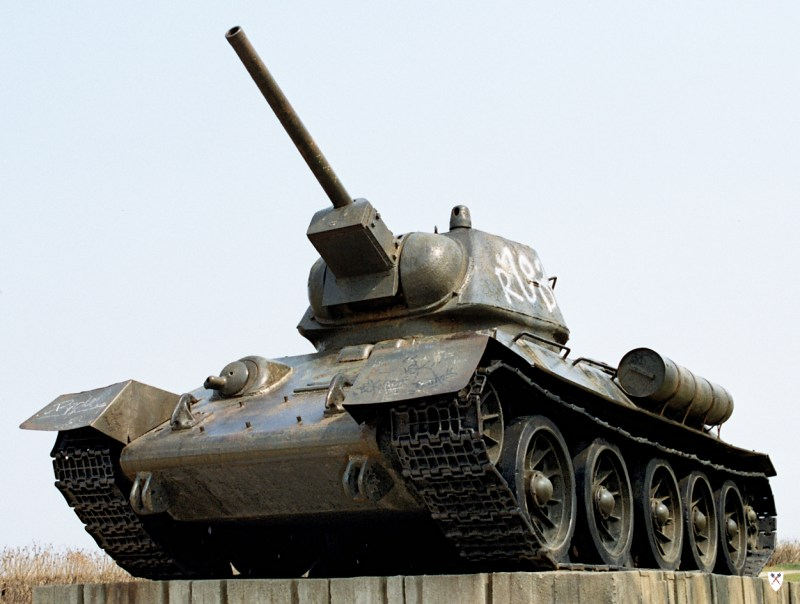
Nieistniejący pomnik w Gdańsku na Półwyspie Westerplatte

- Czołg T-34/76 w Gdańsku na Półwyspie Westerplatte[22]
- Czołg Sherman M4A2 w Chojnicach (do 1947 r.)[23]
- Pomnik radzieckiego czołgisty w Częstochowie (do 1969 r.)[24][25]